# Campodorus flavomaculatus
Campodorus flavomaculatus là một loài tò vò trong họ Ichneumonidae.